# Athelges caudalis
Athelges caudalis là một loài chân đều trong họ Bopyridae. Loài này được Barnard miêu tả khoa học năm 1955.